# Konzulat Republike Slovenije v Buenos Airesu
Konzulat Republike Slovenije v Buenos Airesu je diplomatsko-konzularno predstavništvo (konzulat) Republike Slovenije s sedežem v Buenos Airesu (Argentina); spada pod okrilje Veleposlaništvu Republike Slovenije v Argentini.
Trenutni častni konzul je Herman Zupan.